# Mare di Novegradi
La baia o mare di Novegradi o di Novigradi (in croato Novigradsko more) è un tratto di mare interno alla fine del canale della Morlacca, nella Dalmazia settentrionale, in Croazia. Si trova a est della città di Zara. 

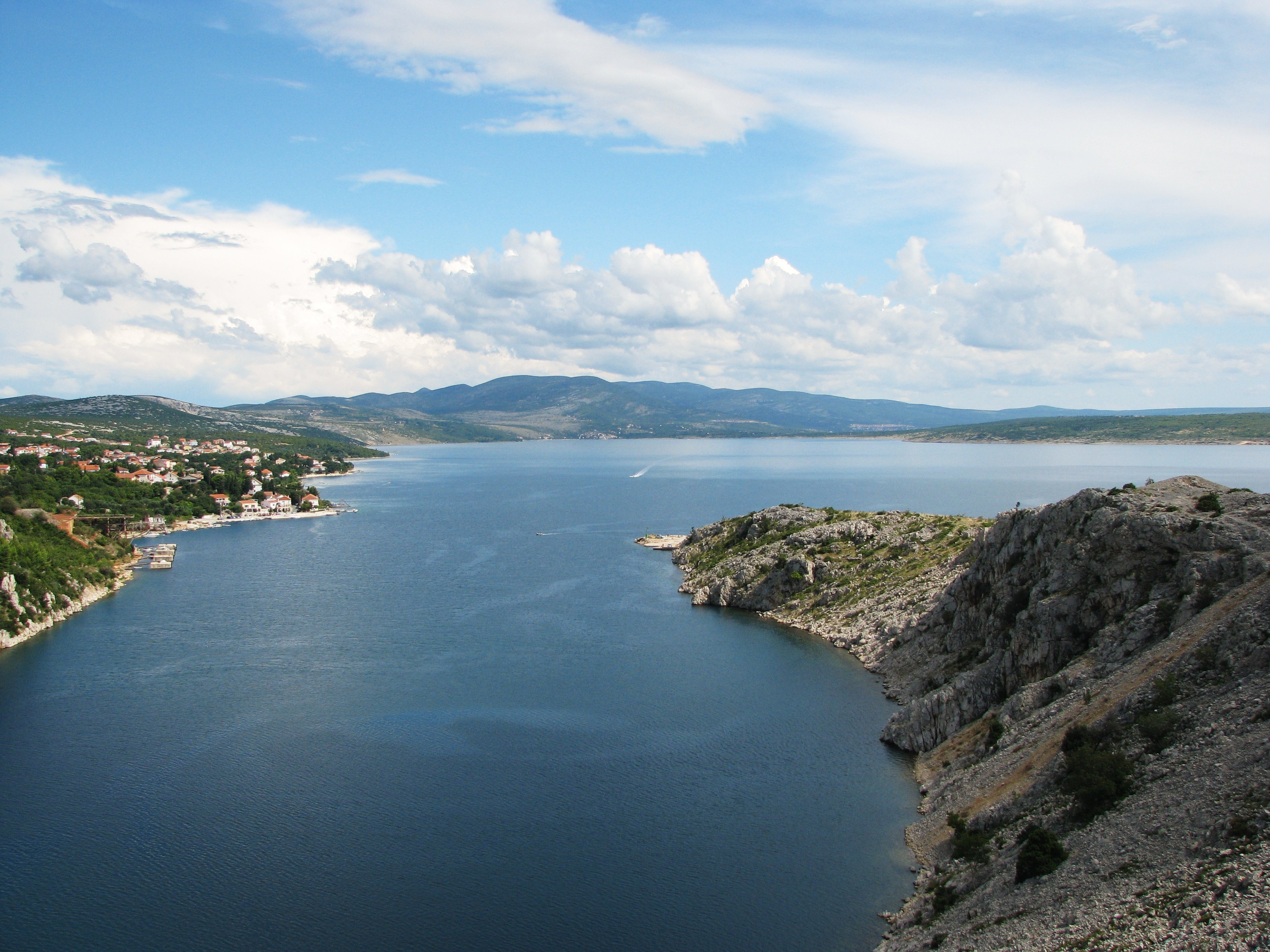
Veduta del mare di Novegradi dal canale di Fiumera Piccola.

## Geografia
Alla fine del canale della Morlacca si entra nel mare di Novegradi attraverso lo stretto canale di Fiumera Piccola (Novsko Ždrilo), che sbocca davanti al villaggio di Maslenizza (Maslenica). Gli altri villaggi che si affacciano sulle coste della baia sono Possedaria (Posedarje) a nord-ovest; Novegradi (Novigrad) a sud; e Meka Draga a sud-est; mentre il territorio della baia è suddiviso tra i comuni di Possedaria, Giassenizza, Novegradi e Obrovazzo. Il maggiore immissario è il fiume Zermagna che, dopo aver attraversato Obrovazzo, sfocia nella parte orientale della baia, mentre a ovest sfocia il piccolo rio Bascizza (Bašćica).
L'insenatura ha una superficie di 28,65 km², misura 11 km per 4,5 km; la sua profondità media è di 28 m, la massima di 37 m. Piccole insenature si susseguono lungo la costa: valle Maslenizza (uvala Maslenica), valle Sallischie (uvala Zališće), tra Maslenizza e la foce del Zermagna; le valli Dumicina (uvala Dumićina), Pomišalj e Kozjak, a sud-est, in corrispondenza di Mala Draga; il porto di Novegradi (luka Novigrad), che si insinua nel continente come una esse rovesciata e il cui ingresso è segnalato da un piccolo faro; valle Ladina (uvala Ladina) a sud; valle Žabokrek a sud di Possedaria; val Volarizza (Donja draga) e Gornja draga che si trovano a ovest di punta Sdriaz o Sadrillo (rt Ždrijac) la quale segna l'uscita del canale di Fiumera Piccola ed è segnalata da un faro.
Nella parte sud-est del mare di Novegradi, il canale di Carino o stretto di Karin (Karinsko Ždrilo) conduce a un'ulteriore insenatura interna: il mare di Carino (Karinsko more).

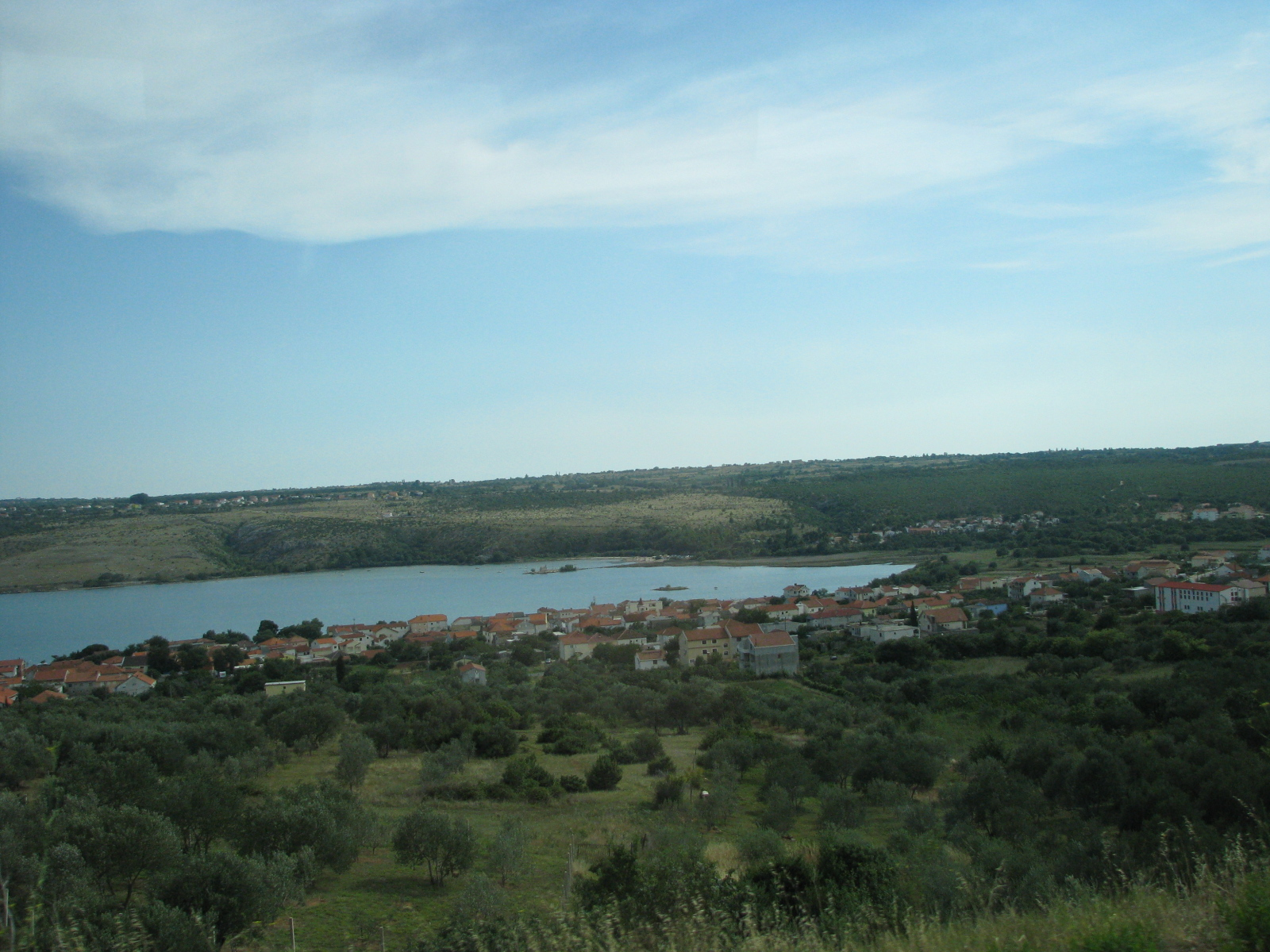
La parte occidentale della baia con Santo Spirito e scoglio Piccolo

### Isole
- Santo Spirito (Sveti Duh), all'estremità occidentale della baia.
- Scoglio Piccolo[16] (Mali Školj), scoglio dalla forma arrotondata tra Santo Spirito e il porto di Possedaria, da cui dista 130 m[13] 44°11′31″N 15°28′24″E.
- Scoglio Grande[17] (Veli Školj), scoglio arrotondato a sud-est di Possedaria, a circa 230 m[13] dalla costa 44°12′32″N 15°29′07″E.
- Scoglio Spiaggia (hrid Zališće), a sud-est del canale di Fiumera Piccola.
- Scoglio Giassina[17] o Jasina[18][8] (hrid Jazina), scoglio adiacente alla costa nei pressi dell'abitato di Maslenizza a sud-est di punta Sdriaz, presente nelle vecchie mappe ed ora semisommerso[19] 44°12′54″N 15°33′11″E.
- Hrid Gajina, piccolo scoglio dalla forma allungata adiacente alla costa meridionale, vicino a punta Štambača, a nord di Novegradi. Si trova a soli 50 m di distanza dalla costa 44°11′32″N 15°33′27″E.

### Cartografia
- (HR) Mappa topografica della Croazia 1:25000, su preglednik.arkod.hr. URL consultato il 10 luglio 2017.
- Carta di cabottaggio del mare Adriatico, foglio VII, Milano, Istituto geografico militare, 1822-1824. URL consultato il 10 luglio 2017 (archiviato dall'url originale il 13 aprile 2013).